# Сегментное механическое табло

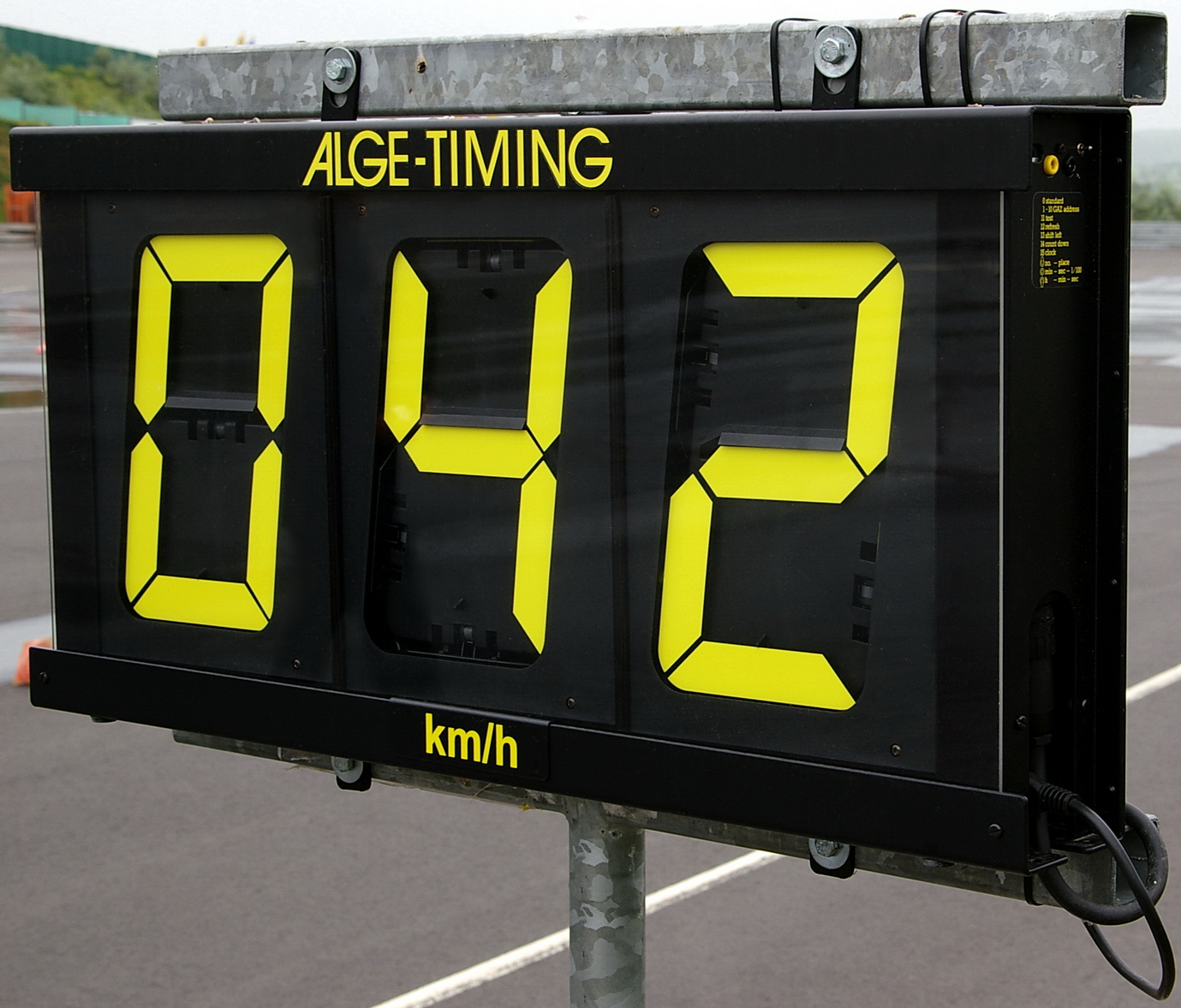
Дорожный знак на сегментном табло. Указывает на ограничение скорости. Перед индикатором и над средней чертой установлена маска для того, чтобы при взгляде сбоку не были видны «выключенные сегменты».

Сегментное механическое табло (англ. Vane display) — электромеханический бистабильный знакосинтезирующий индикатор, при котором символ отображается при помощи отдельных сегментов, реализованных в виде пластинок с двумя состояниями. Во «включённом» состоянии пластинка повёрнута к зрителю ярко окрашенной стороной, в «выключенном» — пластинка либо сдвинута, либо повёрнута стороной, выкрашенной в цвет фона. В основном используются для отображения цифр и имеют 7 сегментов, но встречаются и варианты с большим количеством сегментов, с возможностью отображения других знаков.
Несколько сходны по принципу действия с перекидным табло, но разбивают изображение не на две половинки, а на несколько сегментов.
В отличие от блинкерного табло, используют не матричный принцип формирования изображения, а сегментный. За счёт этого уменьшается количество требуемых механических элементов, но ограничивается количество отображаемых вариантов.

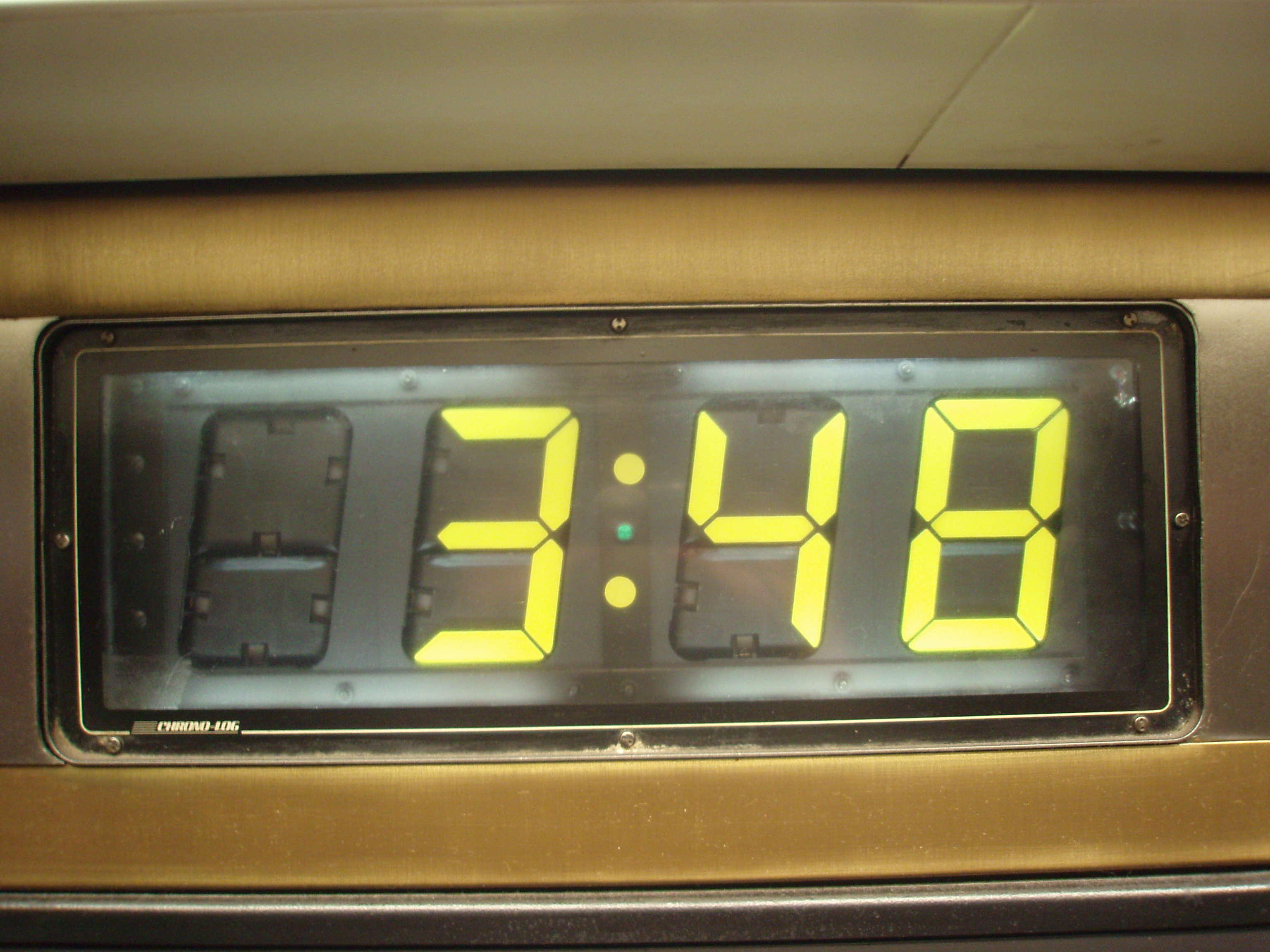
Работающее сегментное табло. Пластинки поворачиваются на 90°.

Не излучают свет самостоятельно, в отличие от семисегментных индикаторов, использующих лампы, светодиоды и другие светоизлучающие элементы для каждого сегмента. Из-за этого не могут использоваться при низком уровне освещённости без внешней подсветки, но не теряют видимости даже при очень ярком свете.
Потребляют электричество только при смене отображаемой информации,
Использовались, в частности, для отображения результатов игр, в часах, изредка в дорожных знаках.